# Marco Antônio Feliciano
Marco Antônio Feliciano, més conegut com a Marco Antônio, (Santos, 6 de febrer de 1951) és un futbolista brasiler retirat de la dècada dels 70.
Jugava de defensa. Els dos clubs en els quals jugà més temporades foren Fluminense Football Club i Vasco da Gama. Guanyà cinc cops el Campionat carioca i va rebre la pilota d'argent brasilera els anys 1975 i 1976.
També jugà amb la selecció, amb la qual fou campió del Món a la Copa del Món de Futbol de 1970 i disputà la de 1974. Fou 51 cops internacional amb Brasil (12 no oficials).

## Palmarès
- Copa del Món de futbol: 1970 - Brasil
- Campionat carioca: 1969, 1971, 1973 i 1975 (Fluminense), 1977 (Vasco da Gama)
- Taça Guanabara: 1969 i 1971 (Fluminense)
- Copa Roca: 1971 i 1976 - Brasil